# Christian Friedrich Kiefer
Christian Friedrich Kiefer (* 6. September 1803 in Emmendingen; † 12. April 1878 in Philadelphia) war ein republikanischer Abgeordneter der 2. Kammer der badischen Ständeversammlung und der badischen verfassunggebenden Versammlung von 1849.

## Leben
Kiefer begann sein Berufsleben zunächst als Lehrer. Bereits mit 21 Jahren ging er aber zum Militär und diente acht Jahre in der badischen Artillerie. Nach seinem Abschied ging er in seine Heimatstadt Emmendingen, wo er Ratschreiber wurde und 1831 heiratete. 1837 bis 1844 war als Aufseher in einer chemischen Fabrik in Villingen tätig. Danach betrieb er in Emmendingen eine Stoffdruckerei und eine Ziegelei.
Kiefer war Mitglied der badischen Ständeversammlung (1848 für den Wahlbezirk (A16) der Ämter Endingen und Kenzingen) und zählte in der badischen Kammer zu den Republikanern. Vom 10. Juni 1849 bis 28. Juni 1849 (während der badischen Revolution) war Kiefer Mitglied der badischen verfassunggebenden Versammlung und einer der stellvertretenden Vorsitzenden, nachdem Maximilian Werner am 13. Juni zu einem der drei Diktatoren gewählt wurde. Kiefer leitete die 10. Sitzung der verfassungsgebenden Versammlung am 19. Juni 1849. Nach der Flucht Brentanos wurde er am 29. Juni 1849 an dessen Stelle zum Diktator (Mitglied der Revolutionsregierung) gewählt – er nahm diese Wahl aber nicht an.
Nach dem Einmarsch der Preußen in Baden 1849 floh Kiefer in die Schweiz und emigrierte dann in die USA. Er kam am 6. November 1849 mit der Hannah Brooker zusammen mit seiner Frau und Johann Michael Scheffelt in New York an.
In Philadelphia gründete er Kiefer´s Hotel und war Teilhaber einer Brauerei. 1853 bis 1860 lebte er auf einer Farm bei Reading und führte nach seiner Rückkehr nach Philadelphia eine Weinhandlung. 1852 gehörte er zu den Gründungsmitgliedern der Deutschen Freien Gemeinde Philadelphia, die sich an den Ideen von Wislicenus orientierte. Kiefer engagierte sich auch in gesellschaftlichen und caritativen Vereinigungen.